# James Bamford

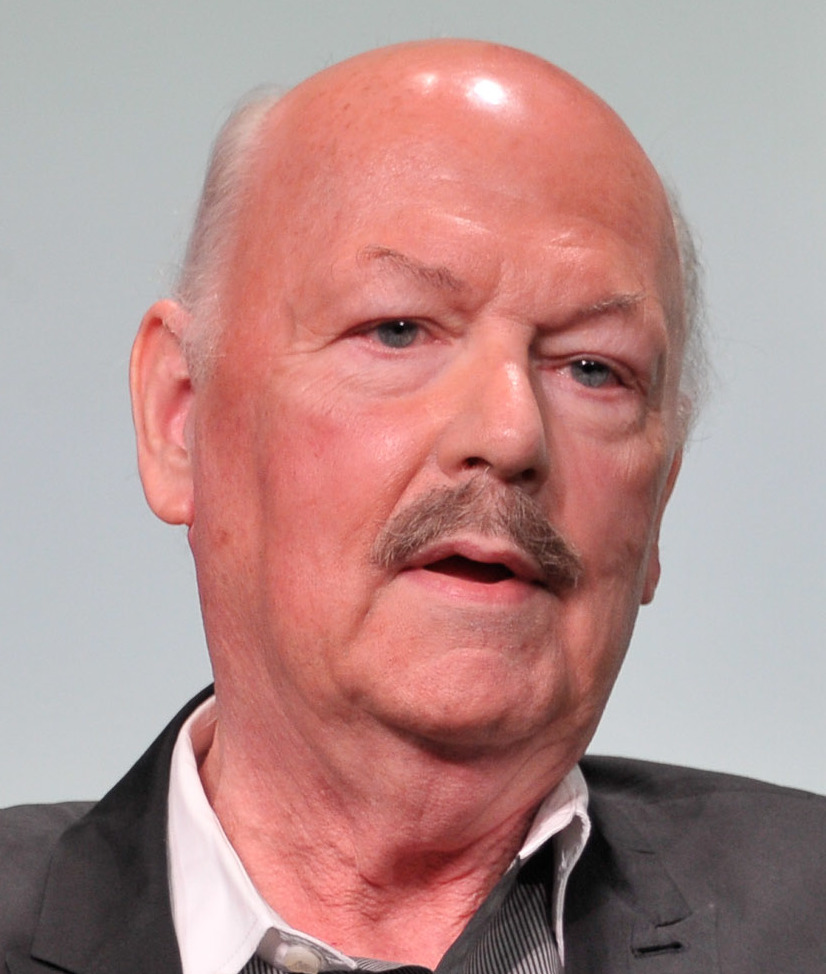
James Bamford (2013)

James Bamford (* 24. September 1946 in Atlantic City, New Jersey) ist ein US-amerikanischer Journalist für renommierte Zeitungen wie The New York Times, The Washington Post und Los Angeles Times und Autor mehrerer Bestseller über die Nachrichtendienste der Vereinigten Staaten, zudem war Bamford als Produzent der ABC World News tätig und mehrere Jahre Gastdozent an der University of California, Berkeley.

## Leben
Bamford besuchte nach Abschluss der New Jersey High School die Suffolk University und entschied sich, nachdem er drei Jahre in der United States Navy gedient hatte, für ein Studium der Rechtswissenschaft in Boston. Nach seinem Abschluss entschied er sich, inspiriert durch die Watergate-Affäre, als Journalist zu arbeiten. Während seiner zeitaufwändigen Tätigkeit bei verschiedenen Zeitungsverlagen schrieb er sein erstes Buch: The Puzzle Palace, eine Dokumentation über die National Security Agency (NSA). Als erstes Buch über die NSA überhaupt wurde es 1982 unter hohem Risiko veröffentlicht und fand reißenden Absatz. Heute gilt es als Klassiker.
Rund zehn Jahre lang war er Produzent der Abendnachrichten des Fernsehsenders American Broadcasting Company (ABC). Als sich die Nachrichtenbranche in den späten 1990er Jahren in Bamfords Sicht immer mehr von den tatsächlichen Geschehnissen entfernte und gesteigert über Boulevard-Ereignisse wie die Lewinsky-Affäre berichtete, verließ Bamford ABC, um an einem weiteren Buch über die NSA zu arbeiten. Im April 2001 veröffentlichte er dieses Werk mit dem Namen „Body of Secrets“ (deutsche Ausgabe: „NSA – Die Anatomie des mächtigsten Geheimdienstes der Welt“). Anders als bei seinem ersten Werk kooperierte die NSA diesmal mit ihm. Er erhielt Zugang zur so genannten „Crypto City“ und durfte verschiedene ehemalige oder aktive Mitarbeiter des Nachrichtendienstes interviewen. Im Jahr 2004 veröffentlichte Bamford „A Pretext for War: 9/11, Iraq, and the Abuse of America’s Intelligence Agencies“. Es beschäftigt sich mit den Terroranschlägen am 11. September 2001 und stellt die Verwicklung der Geheimdienste dar.
Bamford war Gastdozent an der University of California, Berkeley.

## Body of Secrets
James Bamford veröffentlichte in Body of Secrets auch das von der US-Regierung 1997 und April 2001 freigegebene Dokument Operation Northwoods. Darin listete der Generalstab der USA für den damaligen US-Präsidenten John F. Kennedy mögliche Maßnahmen auf, um einen Vorwand zur Invasion Kubas zu schaffen, darunter Terrorangriffe auf US-Bürger. Kennedy lehnte den Plan ab. Bamford verglich den Plan mit Vorwänden der US-Regierung unter George W. Bush für deren Irakkrieg 2003.

## Auszeichnungen
- 2006: National Magazine Award für „The Man Who Sold The World“ in Rolling Stone, 12. Januar 2005.

## Veröffentlichungen
Bücher
- NSA. Amerikas geheimster Nachrichtendienst („The Puzzle Palace“). Orell Füssli, Zürich 1986, ISBN 3-280-01670-3.
- NSA. Die Anatomie des mächtigsten Geheimdienstes der Welt („Body of Secrets“). 4. Auflage. Goldmann, München 2002, ISBN 978-3-442-15151-6.
- A Pretext for War. 9/11, Iraq, and the Abuse of America’s Intelligence Agencies. Anchor Books, New York 2004, ISBN 1-400-03034-X.
- The Shadow Factory: The Ultra-Secret NSA from 9/11 to the Eavesdropping on America. Doubleday, 2008. ISBN 0385521324.

Artikel
- The NSA and Me. In: The Intercept, 2. Oktober 2014.
- The most wanted man in the world. In: Wired, August 2014 (Interview mit Edward Snowden).
- The Agency That Could Be Big Brother. In: The New York Times, 25. Dezember 2005.
- Washington Bends the Rules. In: The New York Times, 27. August 2002.